# Friedrich Fichter
Friedrich Fichter (Basilea, 6 de juliol de 1869 - 6 de juny de 1952) fou un professor de química inorgànica a la Universitat de Basilea. La seva principal àrea d'interès fou l'electroquímica. Va ser el promotor de la fundació de la revista científica Helvetica Chimica Acta.

## Vida
Fichter nasqué el 6 de juliol de 1869 i estudià a la Universitat de Basilea del 1888 al 1890 i després a la Universitat d'Estrasburg. Estudià sota Rudolf Fittig i n'esdevingué l'assistent el 1893. Rebé el seu PhD el 1894 i el 1896 rebé l'habilitació i esdevingué "Privatdozent". El 1903 es convertí en professor extraordinari i fou promogut a professor ordinari el 1912 i cap de la divisió d'inorgànica (mentre que el seu company Hans Rupe es convertia en professor de química orgànica). Els dos treballaren amb el professor de química Rudolf Nietzki, que es jubilà el 1911.
Fichter es jubilà el 1939 i morí el 1952.

## Honors
- Professor invitat a la Universitat de Birmingham (1928).[1]
- President la Unió de Societats Químiques Suïsses.[1]
- Vicepresident de la Unió Internacional de Química.[1]
- Editor en cap de Helvetica Chimica Acta.[1]

## Publicacions
- Anleitung zum Studium der chemischen Reaktionen" (4a edició, 1928)
- Übungen in quantitativer chemischer Analyse (2a edició, 1938)
- Das Verhältnis der anorganischen zur organischen Chemie" (1933)
- Organische Elektrochemie (1942) Enllaç